# Kaori Ito
Kaori Ito (伊藤郁女, Ito Kaori), née à Aichi (Japon) le 28 décembre 1979, est une artiste japonaise vivant en France depuis 2003. Chorégraphe et danseuse, elle investit également le champ du théâtre, du dessin et de la vidéo.
Après avoir obtenu en 2003 le premier rôle dans la création de Philippe Decouflé intitulée Iris, elle enchaine les collaborations avec des chorégraphes tels qu'Angelin Preljocaj, Alain Platel, James Thierrée et Sidi Larbi Cherkaoui, ainsi qu’avec les metteurs en scène de théâtre Denis Podalydès et Guy Cassiers ou les réalisateurs de cinéma Alejandro Jodorowsky, Jonathan Glazer, et Édouard Baer. Elle fonde sa propre compagnie en 2015, la Compagnie Himé, dont elle est directrice artistique. Elle crée une trilogie autobiographique, Je danse parce que je me méfie des mots avec son père Hiroshi Ito, Embrase-moi avec son compagnon Théo Touvet et Robot, l'amour éternel en solo, qui rencontre un large succès auprès de la critique et du public. En 2022, elle est nommée à la direction du TJP Centre dramatique national de Strasbourg Grand Est, prenant ses fonctions le 1er janvier 2023.

## Biographie

### Enfance et formation
Kaori Ito naît à Aichi, le 28 décembre 1979, d’un père sculpteur et d’une mère créatrice de bijoux. Elle commence la danse classique à l’âge de cinq ans, sous la conduite du maître Syuntoku Takagi, et poursuit cette formation classique jusqu’à ses seize ans à Tokyo. Elle part alors à Londres, puis en 2000 elle intègre la section danse de l’université d'État de New York à Purchase. Elle retourne au Japon où elle obtient, en 2003, un diplôme de sociologie et d'éducation de l'université Rikkyō, avant de séjourner de nouveau quelque temps à New York où elle suit les cours de danse de la compagnie Alvin Ailey American Dance Theater. Elle s’installe à Paris en 2003.

### Danseuse pour des chorégraphes renommés
Âgée de 22 ans, elle rencontre Philippe Decouflé, chorégraphe célèbre pour avoir mis en scène les cérémonies d'ouverture et de clôture des Jeux olympiques d'Albertville en 1992, qui lui donne le rôle principal de son spectacle Iris. Créé le 11 octobre 2003 à l'occasion du 10e Festival International des Arts de Yokohama au Japon, ce spectacle tourne pendant près de deux ans, jusqu'en 2005, avec notamment de nombreuses représentations au Théâtre national de Chaillot. Elle va ensuite multiplier les collaborations en Europe avec les plus grands noms de la danse. En 2006, elle rejoint le Ballet Preljocaj d’Angelin Preljocaj à Aix-en-Provence. Elle travaille ensuite à plusieurs reprises avec James Thierrée, intègre Les Ballets C de la B d’Alain Platel en 2010, et Aurélien Bory crée pour et avec elle un solo intitulé Plexus, en 2012.

### Directrice artistique de la compagnie Himé
En 2015 elle crée sa compagnie Himé (« princesse », en japonais) et développe un cycle de création qui a donné naissance à une trilogie autobiographique : Je danse parce que je me méfie des mots (duo avec son père Hiroshi Ito – 2015), Embrase-Moi (performance avec son compagnon - 2017) et Robot, l’amour éternel (solo sur la solitude et la mort – janvier 2018). Elle reçoit le prix Nouveau talent chorégraphie de la SACD et est nommée chevalier de l’ordre des Arts et des Lettres.
En 2016, elle crée Puedo Flotar dans le cadre d'une commande du Ballet national chilien (es). Pour Japonismes 2018, elle crée Is It Worth to Save Us ? avec l’acteur japonais Mirai Moriyama.
Kaori Ito opère un retour à sa culture japonaise se sentant enfin autorisée à se l’approprier. Elle s’intéresse au vide, à l’invisible et au sacré cherchant à inventer des rituels artistiques contemporains. En 2020, elle crée à partir de lettres adressées au morts une pièce pour 6 interprètes, Chers et une installation en collaboration avec Wajdi Mouawad et le Théâtre de la Colline, La Parole Nochère. Elle retrouve également Yoshi Oïda pour l’adaptation d’une pièce de théâtre Nô commandée à Jean-Claude Carrière.
En 2021, convaincue de la nécessité de faire entendre la parole des enfants et leur créativité innée, Kaori Ito crée Le Monde à l’envers, son premier spectacle à destination du jeune public.
Elle prépare pour 2023, la création de Waremono, en duo avec « Issue » Kwangsuk Park, un spectacle tout public à partir de 6 ans. Inspirés du Kintsugi, art japonais de la réparation des céramiques avec de l'or, ils souhaitent travailler sur la restauration de l'enfance en sublimant les fêlures. Ils manipuleront au plateau une marionnette qui symbolisera l'enfance et le temps qui passe et l'accumulation des souvenirs.
Elle est artiste associée au Centre dramatique national de Normandie-Rouen, à la Mac de Créteil et au Centquatre-Paris.

### Directrice du Centre dramatique national de Strasbourg
En 2022, Rima Abdul-Malak, ministre de la Culture, donne son agrément à la nomination de Kaori Ito à la direction du TJP Centre dramatique national de Strasbourg Grand Est, en accord avec la Ville de Strasbourg, le Conseil régional du Grand Est et la Collectivité européenne d’Alsace. Elle prend ses fonctions le 1er janvier 2023 et s'entoure pour développer son projet d'un comité d'artistes composé de Camille Trouvé et Brice Berthoud, Juliette Steiner, Clément Dazin, Noémie Ettlin, Emilie Flacher, Catherine Germain, Louis Gillard, Delphine Lanson, Fabrice Melquiot et les compagnies La Belle Meunière (Marguerite Bordat et Pierre Meunier), le Munstrum Théâtre (Louis Arene et Lionel Lingelser) et la Cie 14:20 (Valentine Losseau et Raphaël Navarro).

### Vie privée
Kaori Ito est en couple avec le comédien, danseur, acrobate et circassien Théo Touvet qu'elle rencontre en 2016 et avec qui elle a un fils prénommé Sola (« le ciel », en japonais), né en 2017.

## Univers artistique
Proche de la danse-théâtre, elle part de l’écriture de textes bruts et intimes pour faire surgir le mouvement fulgurant qui est un acte nécessaire d’expression du corps. À partir d’un protocole d’écriture qu’elle établit pour les danseurs (lettres écrites à leurs morts ou construction d’un personnage sorte d’alter-égo tragique) et de dispositifs de récolte de paroles (cabine téléphonique pour parler avec les morts au Théâtre de la Colline ou cabane où les enfants peuvent confier leurs secrets) elle développe des rituels d’improvisation pour faire émerger un vocabulaire chorégraphique inédit qui nait de la partie immergée de l’individu, l’autre en soit. En continuité naturelle avec ses études de sociologie menées au Japon, elle approfondie l’encrage anthropologique de la danse. La danse pour beaucoup de chercheur c’est l’art de l’autre, la rencontre avec l’autre corps mais aussi avec l’autre en soi. Si la danse peut faire coexister et dialoguer les opposés, elle nous réconcilie avec nous-même, nous relie à l’autre et soigne notre rapport au vivant. La danse est aussi dans l’espace vide autour de nous. C’est ce qui nous relie au monde, à l’invisible, à l’imperceptible. Cheminant vers cette recherche du vide et du mouvement qui donne la vie, Kaori Ito continue de nourrir son mode d’écriture avec un retour à la tradition du Théâtre Nô et de la spiritualité japonaise.

## Réception critique
« Tantôt danseuse et chorégraphe, tantôt comédienne, coach d'acteurs ou encore vidéaste », elle est présentée comme « l’une des interprètes les plus enthousiasmantes de sa génération», voire comme un « prodige, ».
Sa création Embrase-moi est qualifiée de « performance intense mettant en scène l’amour tel qu’on ne l’a jamais vu » par l'hebdomadaire Télérama. Concernant Je danse parce que je me méfie des mots, la journaliste Ève Beauvallet écrit dans le quotidien Libération qu'« on découvre, à mesure que se déploie la pièce, des scènes à couper les langues. […] Et surprise heureuse : ce qui était exposé sous forme de poncif dans le titre s'incarne avec intensité, à plusieurs reprises, sur le plateau. ».

## Danse

### En tant que chorégraphe
- 2008 : Noctiluque
- 2009 : SoloS
- 2010 : Island of No Memories avec Aurélien Bory (solo)
- 2012 : Plexus d’Aurélien Bory
- 2013 : Asobi - jeux d'adulte, commande des Ballets C de la B
- 2014 : Religieuse à la fraise avec Olivier Martin-Salvan pour les Sujets à Vif du Festival d'Avignon
- 2015 : Je danse parce que je me méfie des mots avec Hiroshi Ito
- 2016 : ¿Puedo flotar?, commande du Ballet national chilien
- 2017 : Wild Things, commande de la Cie Zanco
- 2017 : Embrase-moi avec Théo Touvet
- 2018 : Robot, l'amour éternel en solo
- 2018 : Is It Worth to Save Us? avec Miraï Moriyama pour Japonismes 2018
- 2019 : Wachtraum commande du Ballet de Chemnitz pour France Danse Allemagne 2019
- 2020 : Le Tambour de soie un nô moderne avec Yoshi Oida et Makoto Yabuki (musique), sur un texte de Jean-Claude Carrière
- 2020 : Chers pour 6 interprètes
- 2021 : Le Monde à l'envers à partir de 3 ans
- 2022 : Des animaux bizarres, s'il vous plait! Commande pour des amateurs et les danseurs du ballet de l’Opéra Grand Avignon
- 2023 : Waré Mono avec Issue Park à partir de 6 ans
- 2025 : Moé Moé Boum Boum avec Juliette Steiner à partir de 18 mois
- 2025 : Dance Marathon Express

### En tant que danseuse
- 2003 : Iris de Philippe Decouflé
- 2005 : Les Quatre Saisons d’Angelin Preljocaj
- 2007 : Au revoir parapluie de James Thierrée
- 2009 : The House of Sleeping Beauties, opéra de Guy Cassiers, Kris Defoort et Sidi Larbi Cherkaoui
- 2009 : Raoul de James Thierrée
- 2010 : Out of Context d’Alain Platel
- 2012 : Tabac rouge de James Thierrée
- 2012 : Plexus d’Aurélien Bory solo conçu pour et avec Kaori Ito
- 2013 : Asobi - jeux d'adulte, chorégraphie et mise en scène de Kaori Ito, pour Les Ballets C de la B
- 2014 : Religieuse à la fraise avec Olivier Martin-Salvan
- 2015 : Je danse parce que je me méfie des mots avec Hiroshi Ito
- 2017 : Embrase-moi avec Théo Touvet
- 2018 : Robot, l'amour éternel en solo
- 2018 : Is It Worth to Save Us? avec Miraï Moriyama
- 2020 : Le Tambour de soie avec Yoshi Oida
- 2023 : Waré Mono avec Issue Park à partir de 6 ans

## Théâtre
- 2011 : Le Cas Jekyll 2 de Christine Montalbetti, mise en scène de Denis Podalydès
- 2012 : Le Bourgeois gentilhomme, mise en scène de Denis Podalydès
- 2012 : L'Homme qui se hait, mise en scène de Denis Podalydès
- 2020 : La Parole nochère projet poétique de Wajdi Mouawad et Kaori Ito, Théâtre de la Colline.

## Filmographie
- 2008 : Le Bruit des gens autour de Diastème (film sur lequel elle assiste Sidi Larbi Cherkaoui pour la chorégraphie)
- 2015 : Douanier Rousseau ou l’éclosion moderne de Nicolas Autheman documentaire pour le Musée d’Orsay
- 2015 : Poésia sin fin de Alejandro Jodorowsky
- 2015 : Ouvert la nuit d’Édouard Baer
- 2017 : Kaori Ito, un corps impatient de Tatjana Jankovic
- 2018 : Luz de Flora Lau avec Isabelle Huppert
- 2019 : Kaori Ito, la vie au présent de Julien Vivant
- 2020 : Strasbourg 1518, de Jonathan Glazer avec Darius Khondji
- 2020 : Neuf meufs (série télévisée, épisode 6) d'Emma de Caunes – une danseuse
- 2023 : L'Étoile Filante d’Abel et Gordon – Kayoko
- 2025 : Luz de Flora Lau : Dancer

## Distinctions
- Chevalier de l'ordre des Arts et des Lettres (promotion de 2015)

## Récompenses
- 2015 : prix SACD Nouveau Talent Chorégraphie
- 2015 : prix JaDaFo (Japanese Dance Forum) pour Asobi
- 2011 : prix JaDaFo (Japanese Dance Forum) pour Island of no Memories

## Pour approfondir

### Ressources vidéos et radiophoniques
- Dans les oreilles de… Kaori Ito, Radio Nova, émission Dans les oreilles de... présentée par Isadora Dartial, 25 février 2022[12].
- Virevoltante, Kaori Ito, France Inter, émission L'Heure bleue présentée par Laure Adler, 12 novembre 2020[13].
- Clique x Lexus Épisode 1 - Mouloud Achour avec Kaori Ito, 22 mai 2019[14].
- La France vue par... Kaori ITO, chorégraphe japonaise, Ministère de l'Europe et des Affaires Étrangères, 9 octobre 2018[15].
- Kaori Ito et Hiroshi Ito, fille et père, France Inter, émission L'Heure bleue présentée par Laure Adler, 4 mai 2017[13].